# Litorius

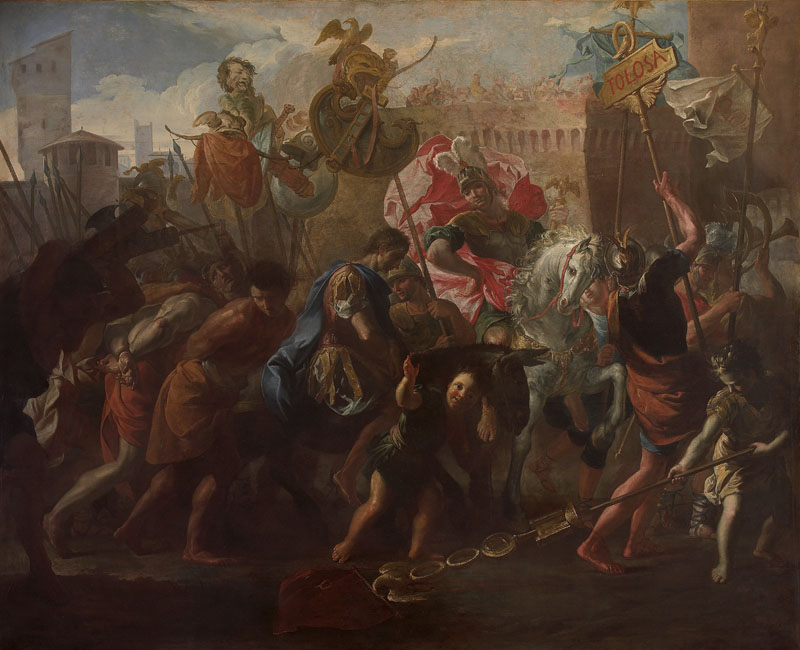
Gevangenneming van Litorius door Theodorik in de slag bij Toulouse, Antoine Rivalz.

Litorius (overleden in 439) was een Romeinse generaal in de eerste helft van de vijfde eeuw. Hij diende als Magister militum per Gallias in Gallië van 435 tot aan zijn dood. Litorius staat bekend als de laatste Romeinse commandant die heidense riten uitvoerde en vogelwichelaars raadpleegde voor een veldslag.   Litorius is bekend geworden vanwege zijn militaire acties tegen de Visigoten in de Gotische oorlog van 436 tot 439.

## Geschiedenis
De Visigoten, die sinds 418 een semi-autonome binnen het rijk vormden, voerden een oorlog tegen het West-Romeinse rijk, gericht op gebiedsuitbreiding in het zuiden van Gallië. In 436 maakte hun koning Theoderik I gebruik van de afwezigheid van het Romeinse leger door de kustplaats Narbonne  te veroveren om daarmee toegang tot de Middellandse Zee te verkrijgen en de wegen naar het zuiden. De opperbevelhebber van het westelijke leger Aetius gaf Litorius opdracht tegen de opstandelingen op te trekken met een leger. 
In de Slag bij Narbonne versloeg  Litorius, met hulp van de Hunnen de Visigoten en heroverde het zuiden  Vier jaar later bestreed hij opnieuw Theoderik, maar nu werd hij verslagen. In de slag bij Toulouse, de hoofdstad van de Visigoten, werden de troepen van Romeinen en Hunnen in 439 verslagen. De Romeinen leden grote verliezen en Litorius werd gevangen genomen. Spoedig daarna stierf de generaal in gevangenschap aan zijn verwondingen die hij in de strijd had opgelopen. 